# Yannis Morin
Pour les articles homonymes, voir Morin.
Yannis Morin, né le 31 août 1993 à Fort-de-France en Martinique, est un joueur français de basket-ball.

## Biographie
Après trois ans au Centre fédéral entre 2009 et 2012 avec les cadets et l'équipe de Nationale 1, il rejoint les espoirs du Cholet Basket.
Le 28 juin 2014, il signe un premier contrat professionnel de deux ans avec son club formateur du Cholet Basket.
Le 18 juin 2015, il est prêté à Denain pour la saison de Pro B 2015-2016.
Le 13 juillet 2016, il signe au Saint Thomas Basket Le Havre. Pendant sa saison au Havre en 2016-2017, il tourne à 6,8 points, 7,4 rebonds, 1,8 contre, 1,7 passe décisive et 1 interception en 37 matchs et 24,5 minutes de moyenne.
À la fin de sa saison, il signe avec le club de Châlons-Reims. En juillet 2017, lors de la summer ligue d'Orlando, il joue 5 rencontres pour des moyennes de 2,2 points, 4 rebonds et 0,8 contre en 13,5 minutes après avoir été invité par le Thunder d'Oklahoma City. Le 21 juillet 2017, il signe, avec le Thunder d'Oklahoma City, en NBA pour le camp d'entraînement et active sa clause NBA de départ avec Châlons-Reims. Le 12 octobre 2017, il signe un contrat partiellement garanti avec le Thunder. Le 14 octobre 2017, avant le début de la saison NBA 2017-2018, il est coupé de l'effectif du Thunder. Il joue ensuite avec l'équipe de G-League du Thunder : le Blue d'Oklahoma City.
Le 8 avril 2018, il signe avec Le Mans Sarthe Basket en tant que pigiste médical de Will Yeguete. Le 30 mai 2018, il est prolongé un mois de plus, termine la saison 2017-2018 et participe aux playoffs. Il remporte le titre de champion de France.
Le 10 août 2018, il rejoint Nanterre 92 en pigiste médical de Demetrius Treadwell. Le 11 octobre 2018, il est prolongé pour 10 jours supplémentaires. Le 22 octobre 2018, après cinq matches de championnat et quatre de Champions League, sa pige se termine. Le même jour, il signe au Champagne Châlons Reims Basket en pigiste de Pape Badji, blessé. Le 3 décembre 2018, il est libéré de son contrat ; en six matches, il a des moyennes de 6,7 points et 3,8 rebonds en 17 minutes par match. Le 19 décembre 2018, à la suite de la nouvelle blessure au genou de Pape Badji, il est rappelé par le CCRB en tant que pigiste médical jusqu'au 16 janvier 2019. Dans la foulée, le 15 février, il prolonge au club jusqu'à la fin de la saison 2019/20.
À la suite de ce passage réussi en Champagne, lors duquel il est sélectionné pour le All-Star Game en 2019, Yannis Morin séduit la SIG, où il signe, le 4 mai 2020, un contrat en Alsace jusqu'en 2023. Son passage y est terni par des pépins physiques qui le tiennent écarté des parquets, et qui vont couper court à son aventure à Strasbourg, puisque son contrat prend finalement fin le 31 mai 2022.
Dès le lendemain, il signe un contrat avec la Chorale de Roanne, où il effectue les deux saison suivantes. À l'issue de la descente du club en Pro B, il termine la saison 2023/24 en Espagne, où il dispute les play-offs de Liga Endesa avec Murcia. Le club va créer la sensation en atteignant la finale du championnat, où il s'incline face au Real Madrid. Après cette épopée, Morin s'engage, le 9 juillet 2024, au Japon, à Akita, jusqu'à la fin de la saison.

## Clubs successifs
- 2009-2012 :  Centre fédéral (Cadets et NM1)
- 2012-2016 :  Cholet Basket (Espoirs et Pro A)
  - 2015-2016 : →  ASC Denain Voltaire PH (Pro B)
- 2016-2017 :  STB Le Havre (Pro B)
- 2017-2018 :  Blue d'Oklahoma City (G League)
- 2018 0000 :  Le Mans SB (Jeep Élite)
- 2018 0000 :  Nanterre 92 (Jeep Élite)
- 2019-2020 :  Champagne Châlons-Reims (Jeep Élite)
- 2020-2022 :  SIG Strasbourg (Jeep Élite)
- 2022-2024 :  Chorale de Roanne (Betclic Élite)
- 2024 :  UCAM Murcie
- 2024- :  Akita Northern Happinets